# Zaprawa (budownictwo)

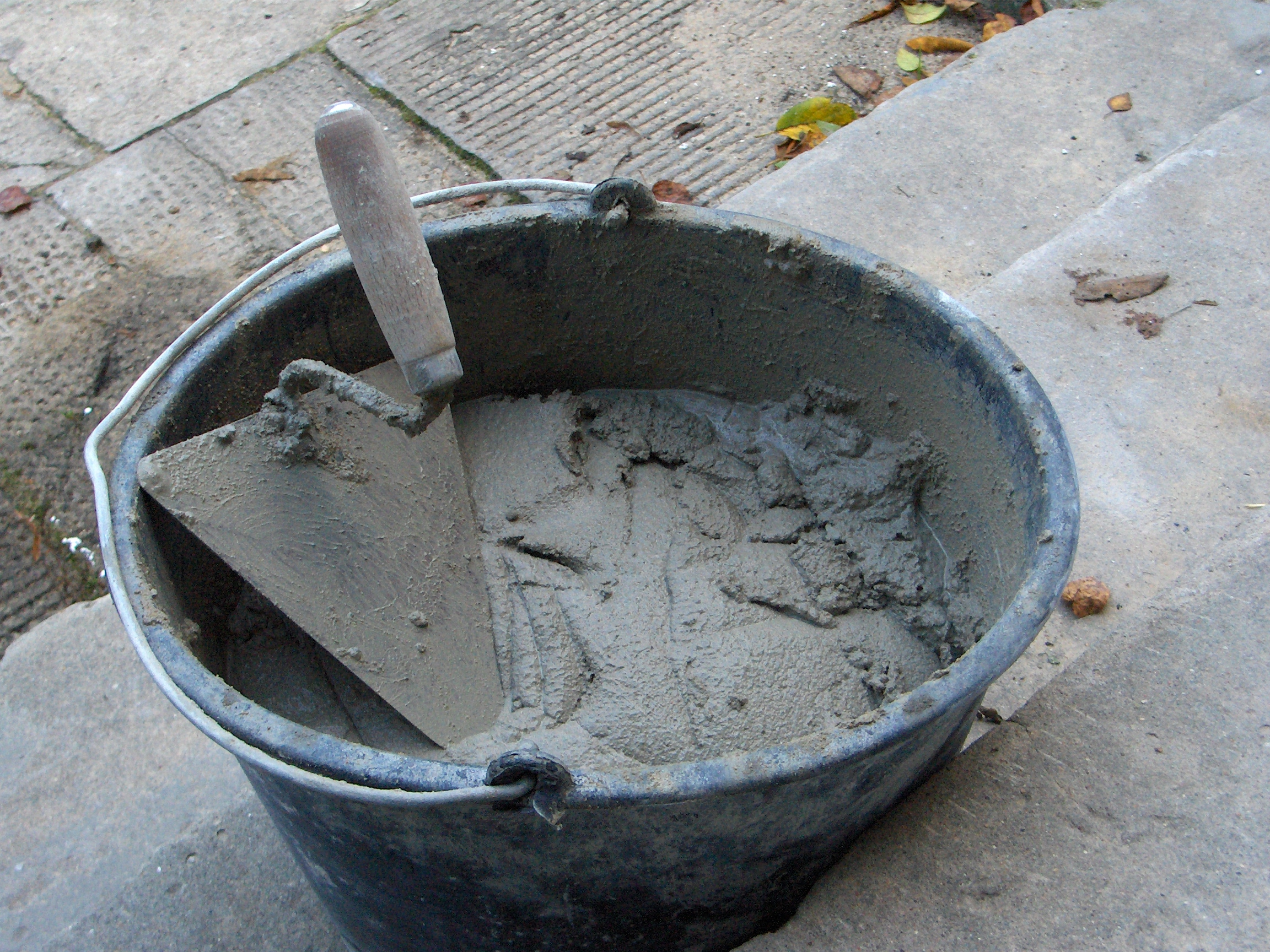
Wiadro z kielnią i zaprawą tynkarską cementowo-wapienną.

Zaprawa – mieszanina wody i spoiwa z drobnym kruszywem lub innym wypełnieniem mająca na celu wiązanie, czyli przejście ze stanu płynnego, plastycznego w stan stały.
Zaprawy w budownictwie używane są przede wszystkim do:
- łączenia elementów np. cegieł w murze, elementów licujących ścianę z murem itp. w jedną całość,
- wypełnienia spoin, a przez to równomierne przenoszenie obciążeń i uszczelnienie elementów budowli,
- ochrona elementów obiektów przed wpływami atmosferycznymi i nadanie im estetycznego wyglądu (np. tynki ścian, stropów),
- produkcja wyrobów i elementów budowlanych (np. pustaków ściennych, stropowych, bloczków itp.).

Zaprawy mają inne właściwości przed związaniem i po. Świeże zaprawy charakteryzują się konsystencją i urabialnością, stwardniałe cechuje przede wszystkim wytrzymałość mechaniczna i mrozoodporność. Do zapraw, jako kruszywa najczęściej używa się piasku. W zależności od rodzaju użytego spoiwa rozróżnia się zaprawy:
- cementowe – stosowane przy murowaniu ścian i innych elementów mocno obciążonych, wykonywania posadzek, do osadzania stalowych elementów (kotwy, kraty, balustrady itp.), łączenia prefabrykatów (wypełnienia spoin między nimi), wypraw ochronnych, zwłaszcza mających kontakt z wodą lub wilgocią, produkcji wyrobów itp.,
- wapienne – twardnieją powoli, wytrzymują tylko do temperatury +500 °C, używane do tynków wewnętrznych, murów nadziemnych; raczej rzadko stosowane,
- cementowo-wapienne – najczęściej stosowane w budownictwie przy wykonywaniu robót murarskich i tynkarskich zewnętrznych i wewnętrznych,
- cementowo-gliniane – obecnie rzadko stosowane do robót murarskich budynków mieszkalnych i gospodarczych, wypraw tynkarskich, izolację pionową ścian piwnicznych, zbiorników w budownictwie wiejskim. Występowały w budownictwie szkieletowym (mur pruski),
- gipsowe – częściej stosowany jest zaczyn gipsowy, czyli mieszanina gipsu z wodą bez użycia kruszywa – używa się do szpachlowania ścian, tynków wewnętrznych, wypełnień ubytków w tynkach wewnętrznych, wyrobu elementów sztukaterii, płyt gipsowych Pro-monta i płyt gipsowo-kartonowych, łączenia elementów gipsowych; zaprawy gipsowe – z zaczynu gipsowego z dodatkiem piasku – zastosowanie najczęściej do wewnętrznych wypraw tynkarskich,
- magnezjowe – obecnie nie stosowane.

Ponadto można wyróżnić:
- zaprawy specjalne, np.:
  - na kruszywie barytowym – do wypraw w elementach stosowanych jako osłony przy promieniowaniu jonizującym,
  - wodoszczelne – z cementu portlandzkiego lub hutniczego, piasku, wody i ewentualnych środków chemicznych uszczelniających, często nakładane pod ciśnieniem (torkretnicą), czyli wyrzucane są z dyszy pod dużym ciśnieniem, przez co mocniej łączą się z podłożem,
  - ogniotrwałe – do murowania ścian z cegieł ogniotrwałych, przygotowywane np. ze zmielonego proszku szamotowego lub glin ogniotrwałych zmieszanych z wodą,
  - ciepłochronne – najczęściej cementowo-wapienne z zastosowaniem lekkich kruszyw, do murowania ścian z bloczków pianobetonowych itp.
- zaprawy przygotowane fabryczne:
  - suche mieszanki zaprawy cementowej, cementowo-wapiennej, gipsowej i inne o podobnym zastosowaniu jak przygotowane od podstaw na miejscu budowy,
  - suche mieszanki do szpachlowania ścian,
  - zaprawy klejowe do przyklejania np. płytek ceramicznych,
  - zaprawy klejowe do łączenia elementów np. bloczków z pianobetonu, styropianu,
  - cienkowarstwowe wyprawy tynkarskie oparte na żywicach akrylowych i innych do wypraw zewnętrznych i wewnętrznych (w tym tynki na warstwie ocieplenia),
  - zaprawy do wykonywania posadzek (jastrychów) jako podkładów pod podłogi itp.,
  - zaprawy bezskurczowe do napraw, uzupełnień elementów budowlanych (betonowych),
  - inne.
  - zaprawę murarską poliuretanową – do ścian zewnętrznych i wewnętrznych z pustaków poryzowanych. Zaprawa ma postać pianki, dostarczana jest w pojemnikach i nanoszona jest przy użyciu „pistoletów”[1].

W celu modyfikacji naturalnych właściwości zapraw stosuje się domieszki.
Właściwości zaprawy:
- dla zapraw świeżo zarobionych:
  - urabialność,
  - wydajność objętościowa próbnego zarobu,
  - plastyczność,
  - gęstość objętościowa,
  - czas zachowania właściwości roboczych,
  - zdolność utrzymania wody (więźliwość, retencja),
  - podatność do samoczynnego wydzielania wody,
  - podatność na rozwarstwianie się,
  - zawartość powietrza.
- dla zapraw stwardniałych:
  - wytrzymałość na zginanie,
  - wytrzymałość na ściskanie,
  - wytrzymałość na rozciąganie,
  - nasiąkliwość,
  - wilgotność,
  - gęstość objętościowa,
  - kapilarne podciąganie wody,
  - mrozoodporność,
  - skurcz,
  - współczynnik rozmiękania,
  - przyczepność zaprawy do podłoża.

## Datowanie radiowęglowe zapraw
Datowania radiowęglowe zapraw węglanowych wykorzystują fakt wiązania przez twardniejącą zaprawę CO2 z powietrza. Węglan wapnia podczas wypalania ulega dysocjacji. Wypalony wapień do tlenku wapnia (CaO, wapno palone) gaszony jest wodą. Powstaje wodorotlenek wapnia (wapno gaszone), który po zmieszaniu z piaskiem i wodą łatwo układa się i formuje, wiążąc po pewnym czasie i twardniejąc. Właśnie wówczas wyeksponowana na powietrzu zaprawa twardnieje absorbując CO2 i tworzy nowy węglan. Aktualna koncentracja 14C w CO2 w powietrzu  jest wiązana w zaprawie w procesie twardnienia. Jeśli zaprawa zrobiona byłaby z całkowicie wypalonego tlenku datowanie radiowęglowe archeologicznej zaprawy powinno dać wiek konstrukcji badanej budowli. 
Współcześnie kilka ośrodków naukowych na świecie z powodzeniem podejmuje się datowania archeologicznych próbek zapraw, zaznaczając konieczność ich wcześniejszej dokładnej analizy pod kątem składu  mineralnego. W Polsce od 2001 roku temat ten jest rozwijany i z powodzeniem proponowane przez polską grupę rozwiązania stosowane są przez naukowców na arenie międzynarodowej. 
Istnieją trzy główne przyczyny trudności w datowaniach zapraw budowlanych. Pierwszym jest  zawartość w zaprawie fragmentów niewłaściwie wypalonych np. z powodu zbyt niskiej temperatury, w związku z czym nie cały CaCO3  zostaje zamieniony w CaO i pozostałe fragmenty będą dawać tzw. „martwy węgiel” powodujący postarzenie otrzymywanego wieku. Kolejnym, problem stanowić mogą zaprawy pochodzące z głębokich, wewnętrznych części budynków, gdzie absorpcja CO2 i twardnienie zaprawy jest utrudnione. Istotnym problemem w datowaniach zapraw wapiennych jest także zawartość fragmentów wapieni jako kruszywa. Wiąże się to z obecnością starego węgla, pozbawionego już części bądź całości aktywnego izotopu 14C i otrzymuje się w wyniku pomiaru radiowęglowego, wiek dużo starszy od rzeczywistego.   
W związku z dużym zainteresowaniem możliwością wykorzystania zapraw do określania wieku historycznych budowli w roku 2015 powstał pierwszy międzynarodowy projekt dotyczący metodycznych aspektów datowania zapraw (MOrtars Dating Intercomparison Study, MODIS)